# دهستان وراوی
دهستان وراوی نام دهستانی در بخش وراوی شهرستان مهر، استان فارس در ایران است. براساس سرشماری مرکز آمار ایران در سال ۱۳۸۵، جمعیت آن ۳۴۶۳ نفر (۷۱۶ خانوار) بوده‌است.